# Împăratul Shōmu

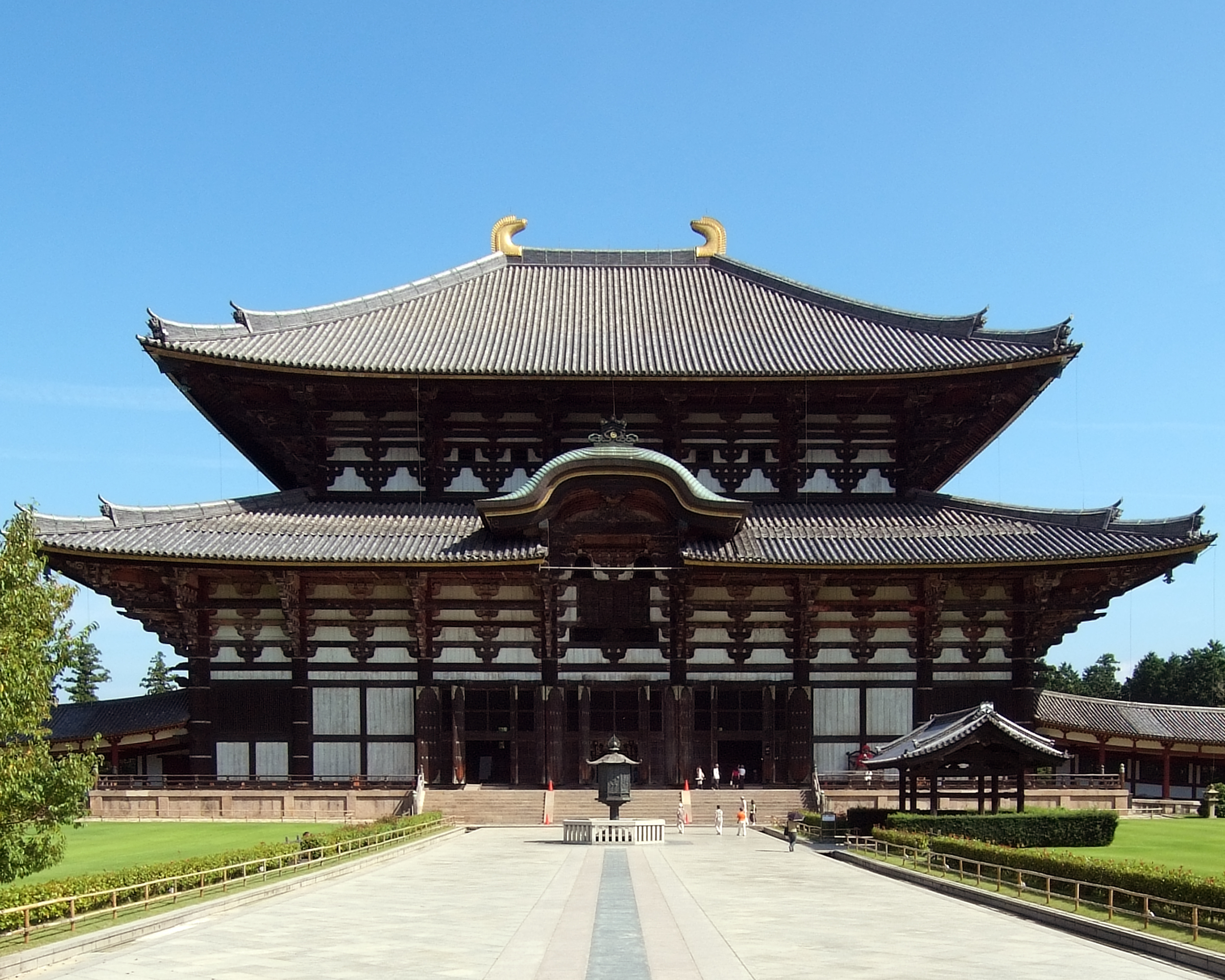
Tōdai-ji

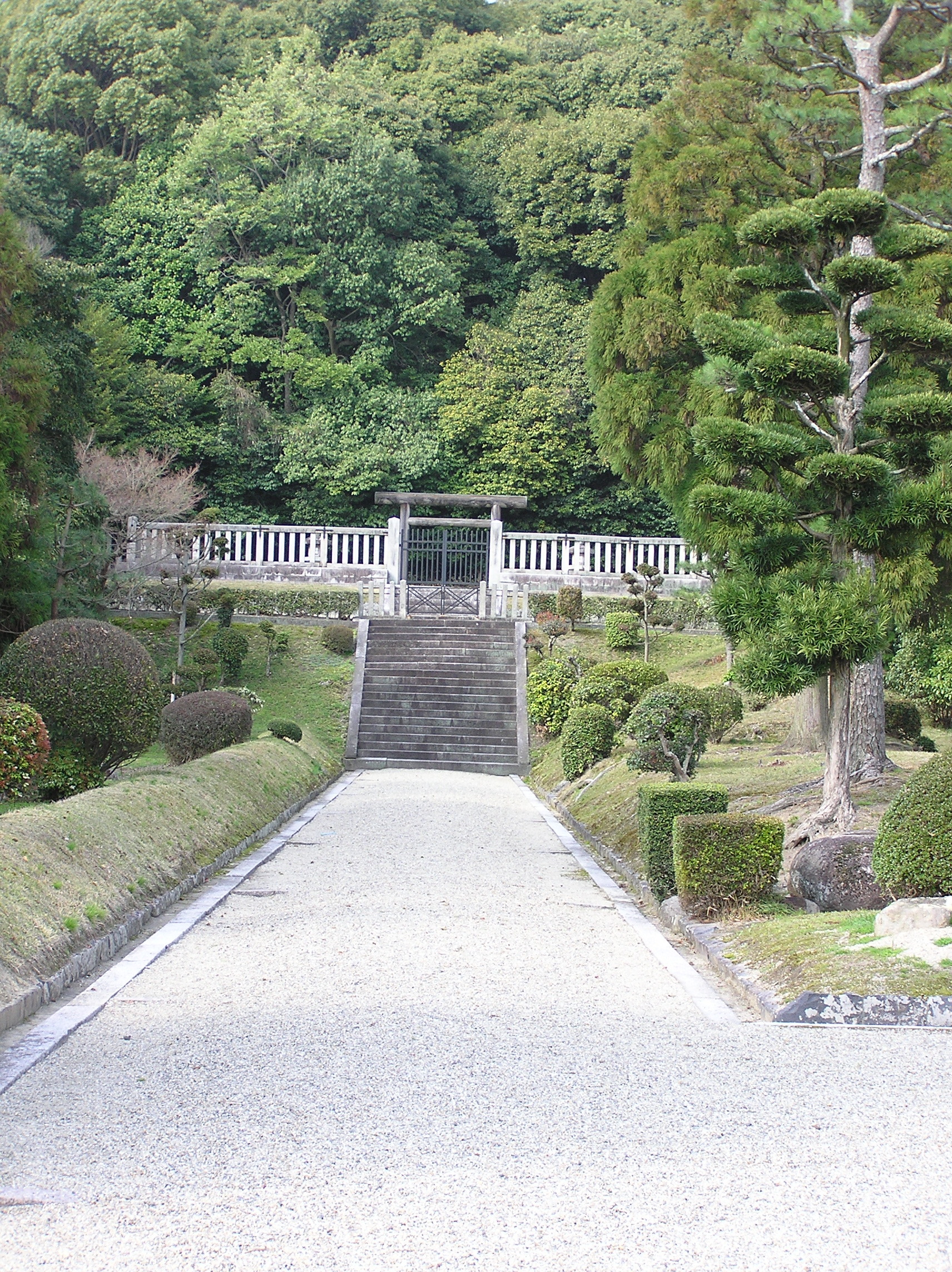
Mausoleul memorial Shinto care îl onorează pe împăratul Shōmu

Împăratul Shōmu (聖武天皇 Shōmu-tennō?, n. 18 septembrie 701 d.Hr. – d. 4 iunie 756 d.Hr., Nara, Japonia) a fost al 45-lea împărat al Japoniei, conform ordinii tradiționale de succesiune. Domnia lui Shōmu a durat din 724 până în 749.